# 林嵩
林嵩（848年—944年），字降臣。长溪赤岸（今福建省霞浦县）人，一说为长乐县人（今福州市长乐区）。
出生于唐宣宗大中二年（848年），乾符二年（875年），郑合敬榜進士及第。为秘书省正字。黄巢占领长安後（881年），辭官歸閩，乾符六年游太姥山（今属福建福鼎），中和四年（884年），福建观察使陈岩聘為团练巡检官，转度支使，加监察御史。收復長安後，召为《毛诗》博士，官至金州（今陝西省安康縣）刺史。以辭賦著名，有詩、賦各一卷，皆佚。乾符年間詩人周朴為黃巢所殺，林嵩與僧人栖浩收集周朴遺诗百余首，编成二卷，林嵩親為序，成語“膾炙人口”即典故自林嵩《周朴詩集序》。文德元年尚在世。后再次辞官归隐，先隐居于岱村（今属霞浦县水门乡），后迁居梨溪畔（今属牙城镇）。闽景宗永隆六年（今944年）逝世，享年96岁。《全唐詩》卷六九存其詩一首，《全唐文》卷八二九收其文二篇。有子林揆。